# Премия Европейской киноакадемии 2016
29-я церемония вручения премии Европейской киноакадемии состоялась 10 декабря 2016 года, в польском городе Вроцлаве.

## Лауреаты и номинанты Премии Европейской киноакадемии 2016

### Лучший фильм
| Название на русском | Оригинальное название | Режиссёр           | Страна                         |
| ------------------- | --------------------- | ------------------ | ------------------------------ |
| Тони Эрдманн        | Toni Erdmann          | Марен Аде          | Германия Австрия               |
| Джульетта           | Julieta               | Педро Альмодовар   | Испания                        |
| Комната             | Room                  | Леонард Абрахамсон | Ирландия Канада                |
| Она                 | Elle                  | Пол Верховен       | Франция Германия Бельгия       |
| Я, Дэниел Блэйк     | I, Daniel Blake       | Кен Лоуч           | Великобритания Франция Бельгия |

### Лучший режиссёр
| Режиссёр         | Русское название | Оригинальное название |
| ---------------- | ---------------- | --------------------- |
| Марен Аде        | Тони Эрдманн     | Toni Erdmann          |
| Педро Альмодовар | Джульетта        | Julieta               |
| Пол Верховен     | Она              | Elle                  |
| Кен Лоуч         | Я, Дэниел Блэйк  | I, Daniel Blake       |
| Кристиан Мунджиу | Выпускной        | Bacalaureat           |

### Лучший сценарий
| Сценарист         | Русское название        | Оригинальное название     |
| ----------------- | ----------------------- | ------------------------- |
| Марен Аде         | Тони Эрдманн            | Toni Erdmann              |
| Кристиан Мунджиу  | Выпускной               | Bacalaureat               |
| Эмма Донохью      | Комната                 | Room                      |
| Томаш Василевский | Соединённые штаты любви | Zjednoczone stany milosci |
| Пол Лаверти       | Я, Дэниел Блэйк         | I, Daniel Blake           |

### Лучший европейский актёр
| Актёр              | Русское название                | Оригинальное название       |
| ------------------ | ------------------------------- | --------------------------- |
| Петер Симонишек    | Тони Эрдманн                    | Toni Erdmann                |
| Хью Грант          | Примадонна                      | Florence Foster Jenkins     |
| Дэйв Джонс         | Я, Дэниел Блэйк                 | I, Daniel Blake             |
| Хавьер Камара      | Трумэн                          | Truman                      |
| Бургхарт Клаусснер | Государство против Фрица Бауэра | Der Staat gegen Fritz Bauer |
| Рольф Лассгорд     | Вторая жизнь Уве                | En man som heter Ove        |

### Лучшая европейская актриса
| Актриса                      | Русское название | Оригинальное название |
| ---------------------------- | ---------------- | --------------------- |
| Сандра Хюллер                | Тони Эрдманн     | Toni Erdmann          |
| Валерия Бруни-Тедески        | Как чокнутые     | La pazza gioia        |
| Трине Дюрхольм               | Коммуна          | Kollektivet           |
| Эмма Суарес и Адриана Угарте | Джульетта        | Julieta               |
| Изабель Юппер                | Она              | Elle                  |

### Лучшая комедия
| Русское название | Оригинальное название | Режиссёр       | Страна   |
| ---------------- | --------------------- | -------------- | -------- |
| Вторая жизнь Уве | En man som heter Ove  | Ханнес Холм    | Швеция   |
| Корова           | La vache              | Мохамед Хамиди | Франция  |
| Он снова здесь   | Er ist wieder da      | Давид Внендт   | Германия |

### Приз зрительских симпатий
| Русское название | Оригинальное название     | Режиссёр            | Страна                                            |
| ---------------- | ------------------------- | ------------------- | ------------------------------------------------- |
| Тело             | Cialo                     | Малгожата Шумовска  | Польша                                            |
| 007: СПЕКТР      | Spectre                   | Сэм Мендес          | Великобритания США                                |
| Браво!           | Aferim!                   | Раду Жуде           | Румыния Болгария Чехия                            |
| Война            | Krigen                    | Тобиас Линдхольм    | Дания                                             |
| Вторая жизнь Уве | En man som heter Ove      | Ханнес Холм         | Швеция                                            |
| Девушка из Дании | The Danish Girl           | Том Хупер           | Великобритания                                    |
| Джульетта        | Julieta                   | Педро Альмодовар    | Испания                                           |
| Зенит            | Zvizdan                   | Далибор Матанич     | Хорватия Словения Сербия                          |
| Лобстер          | The Lobster               | Йоргос Лантимос     | Великобритания Ирландия Греция Франция Нидерланды |
| Море в огне      | Fuocoammare               | Джанфранко Рози     | Италия Франция                                    |
| Мустанг          | Mustang                   | Дениз Гамзе Эргювен | Франция Германия Турция                           |
| Новейший завет   | Le tout nouveau testament | Жако ван Дормель    | Бельгия Франция Люксембург                        |

### Открытие года (Приз ФИПРЕССИ)
| Русское название                        | Оригинальное название | Режиссёр           | Страна                         |
| --------------------------------------- | --------------------- | ------------------ | ------------------------------ |
| Самый счастливый день в жизни Олли Мяки | Hymyilevä mies        | Юхо Куосманен      | Финляндия Германия Швеция      |
| Жажда                                   | Jajda                 | Svetla Tsotsorkova | Болгария                       |
| Liebmann                                | Liebmann              | Жуль Херрманн      | Германия                       |
| Песчаная буря                           | Sufat Chol            | Elite Zexer        | Израиль Германия               |
| Собаки                                  | Câini                 | Богдан Мирица      | Румыния Болгария Франция Катар |

### Лучший анимационный фильм
| Русское название         | Оригинальное название            | Режиссёр                      | Страна            |
| ------------------------ | -------------------------------- | ----------------------------- | ----------------- |
| Жизнь Кабачка            | Ma vie de Courgette              | Клод Баррас                   | Швейцария Франция |
| Красная черепаха         | La tortue rouge                  | Марк Бертон, Ричард Старзак   | Франция Бельгия   |
| Психонавты, забытые дети | Psiconautas, los niños olvidados | Педро Риверо, Альберто Васкес | Испания           |

### Лучший документальный фильм
| Русское название   | Оригинальное название       | Режиссёр        | Страна                                          |
| ------------------ | --------------------------- | --------------- | ----------------------------------------------- |
| Море в огне        | Fuocoammare                 | Джанфранко Рози | Италия Франция                                  |
| 21 х Нью-Йорк      | 21 x Nowy Jork              | Петр Стасик     | Польша                                          |
| S Is for Stanley   | S Is for Stanley            | Алекс Инфашелли | Италия                                          |
| Земля просвещённых | The Land of the Enlightened | Питер-Ян Де Пью | Бельгия Ирландия Нидерланды Германия Афганистан |
| Мистер Гага        | Mr. Gaga                    | Томер Хейманн   | Израиль Швеция Германия Нидерланды              |
| Семейное дело      | A Family Affair             | Том Фассарт     | Нидерланды Дания ЮАР Бельгия                    |

### Лучший операторская работа
| Русское название | Оригинальное название | Победитель/-и | Страна |
| ---------------- | --------------------- | ------------- | ------ |
| Моя земля        | Under sandet          | Камилла Эльм  | Дания  |

### Лучший монтаж
| Русское название | Оригинальное название | Победитель/-и                      | Страна |
| ---------------- | --------------------- | ---------------------------------- | ------ |
| Коммуна          | Kollektivet           | Янус Биллесков Янсен, Анне Ёстеруд | Дания  |

### Лучший художник-постановщик
| Русское название | Оригинальное название | Победитель/-и   | Страна         |
| ---------------- | --------------------- | --------------- | -------------- |
| Суфражистка      | Suffragette           | Элис Норнингтон | Великобритания |

### Лучший художник по костюмам
| Русское название | Оригинальное название | Победитель/-и | Страна   |
| ---------------- | --------------------- | ------------- | -------- |
| Моя земля        | Under sandet          | Стефани Бекер | Германия |

### Лучший композитор
| Русское название | Оригинальное название | Победитель/-и | Страна |
| ---------------- | --------------------- | ------------- | ------ |
| Ученик           | Ученик                | Илья Демуцкий | Россия |

### Лучший звукорежиссёр
| Русское название | Оригинальное название | Победитель/-и  | Страна |
| ---------------- | --------------------- | -------------- | ------ |
| 11 минут         | 11 minut              | Радослав Ошино | Польша |

### European Co-Production Award—Prix Eurimages
| Обладатель    | Профессия | Страна     |
| ------------- | --------- | ---------- |
| Леонтине Пети | Продюсер  | Нидерланды |

### Европейский достижения в мировом кинематографе
| Обладатель   | Профессия       | Страна   |
| ------------ | --------------- | -------- |
| Пирс Броснан | Актёр, продюсер | Ирландия |

### Премия за жизненные достижения
| Обладатель      | Профессия        | Страна  |
| --------------- | ---------------- | ------- |
| Жан-Клод Карьер | Сценарист, актёр | Франция |

### Приз молодых зрителей
Победителя выбрала аудитория, состоящая из детей от 12 до 14 лет со всей Европы. За номинантов они проголосовали после просмотра всех трёх фильмов на специальном показе
| Русское название | Оригинальное название | Режиссёр                  | Страна           |
| ---------------- | --------------------- | ------------------------- | ---------------- |
| Ничему не рада   | Jamais contente       | Эмили Делюз               | Франция          |
| Rauf             | Rauf                  | Сонер Кенер, Барыш Кая    | Турция           |
| Мальчики         | Pojkarna              | Александра Тереза Кейнинг | Финляндия Швеция |